# 헬레네 블룸
헬레네 블룸(덴마크어: Helene Blum, 1979년 ~ )은 덴마크의 가수이다.